# 24060 Шименті
24060 Шименті (24060 Schimenti) — астероїд головного поясу, відкритий 2 жовтня 1999 року.
Тіссеранів параметр щодо Юпітера — 3,611.